# UGC 9405
UGC 9405 (también conocida como PGC 52142 ) es una galaxia enana irregular  situada en la constelación de la Osa Mayor.Está a unos 20,5 millones de años luz, o 6,3 megaparsecs, de distancia de la Tierra.    Está catalogado como miembro del Grupo M101, un grupo que contiene varias galaxias que orbitan la más grande, Galaxia espiral (M101). Sin embargo, debido a la galaxia M101, su pertenencia al grupo es incierta.